# Gail Devers
Gail Devers (n. 19 noiembrie 1966, Seattle, Washington, SUA) este o fostă atletă americană de talie mondială. Devers a excelat în probele de sprint și garduri și a reușit să câștige numeroase titluri la nivel internațional.

## Carieră
Cariera sa la nivel internațional a început în anii 1980, când a reprezentat Statele Unite la Jocurile Olimpice de vară din 1988 de la Seul. Apoi a fost diagnosticată cu boala Basedow-Graves, dar s-a întors în forță în anii 1990. La Campionatul Mondial din 1991 a obținut medalia de argint la 100 m garduri.
În 1992, la Jocurile Olimpice de vară de la Barcelona, americanca a cucerit aurul la 100 m plat în fața jamaicanei Juliet Cuthbert. La Campionatul Mondial din 1993, la Stuttgart, a câștigat atât la 100 m cât și la 100 m garduri, și la Mondialele din 1995 a obținut din nou medalia de aur la 100 m garduri.
La Jocurile Olimpice din 1996 de la Atlanta ea a cucerit două medalii de aur, de data asta la 100 m plat și la 4x100 m. Anul următor, a câștigat aurul la 4x100 m la Campionatul Mondial și la Mondialele din 1999 a devenit pentru a treia oară campioană mondială la 100 m garduri. La Campionatele Mondiale în sală a obținut în total patru titluri în cariera sa, la 60 m plat și la 60 m garduri. A participat și la Jocurile Olimpice din 2000 și 2004 dar nu a câștigat nicio medalie. 
Ea a fost inclusă în National Track and Field Hall of Fame în 2011.

## Realizări
| An   | Competiție                  | Locație                    | Loc | Eveniment     | Note  |
| ---- | --------------------------- | -------------------------- | --- | ------------- | ----- |
| 1988 | Jocurile Olimpice           | Seul, Coreea de Sud        | 15  | 100 m garduri | 13,51 |
| 1991 | Campionatul Mondial         | Tokio, Japonia             | 2   | 100 m garduri | 12,63 |
| 1992 | Jocurile Olimpice           | Barcelona, Spania          | 1   | 100 m         | 10,82 |
| 1992 | Jocurile Olimpice           | Barcelona, Spania          | 4   | 100 m garduri | 12,75 |
| 1993 | Campionatul Mondial în sală | Toronto, Canada            | 1   | 60 m          | 6,95  |
| 1993 | Campionatul Mondial         | Stuttgart, Germania        | 1   | 100 m         | 10,82 |
| 1993 | Campionatul Mondial         | Stuttgart, Germania        | 1   | 100 m garduri | 12,46 |
| 1993 | Campionatul Mondial         | Stuttgart, Germania        | 2   | 4×100 m       | 41,49 |
| 1995 | Campionatul Mondial         | Göteborg, Suedia           | 1   | 100 m garduri | 12,68 |
| 1996 | Jocurile Olimpice           | Atlanta, Statele Unite     | 1   | 100 m         | 10,94 |
| 1996 | Jocurile Olimpice           | Atlanta, Statele Unite     | 4   | 100 m garduri | 12,66 |
| 1996 | Jocurile Olimpice           | Atlanta, Statele Unite     | 1   | 4×100 m       | 41,95 |
| 1997 | Campionatul Mondial în sală | Paris, Franța              | 1   | 60 m          | 7,06  |
| 1997 | Campionatul Mondial         | Atena, Grecia              | 1   | 4×100 m       | 41,47 |
| 1999 | Campionatul Mondial în sală | Maebashi, Japonia          | 2   | 60 m          | 7,02  |
| 1999 | Campionatul Mondial         | Sevilla, Spania            | 5   | 100 m         | 10,95 |
| 1999 | Campionatul Mondial         | Sevilla, Spania            | 1   | 100 m garduri | 12,37 |
| 1999 | Campionatul Mondial         | Sevilla, Spania            | 2   | 4×100 m       | 41,49 |
| 2000 | Jocurile Olimpice           | Sydney, Australia          | 16  | 100 m garduri | NT    |
| 2001 | Campionatul Mondial         | Edmonton, Canada           | 2   | 100 m garduri | 12,54 |
| 2003 | Campionatul Mondial în sală | Birmingham, Marea Britanie | 1   | 60 m garduri  | 7,81  |
| 2003 | Campionatul Mondial         | Paris, Franța              | 6   | 100 m         | 11,11 |
| 2004 | Campionatul Mondial în sală | Budapesta, Ungaria         | 1   | 60 m          | 7,08  |
| 2004 | Campionatul Mondial în sală | Budapesta, Ungaria         | 2   | 60 m garduri  | 7,78  |
| 2004 | Jocurile Olimpice           | Atena, Grecia              | 12  | 100 m         | 11,22 |
| 2004 | Jocurile Olimpice           | Atena, Grecia              | –   | 100 m garduri | NT    |

## Recorduri personale
| Probă                | Performanță | Dată           | Locație    |
| -------------------- | ----------- | -------------- | ---------- |
| 100 m                | 10,82 s     | 1 august 1992  | Barcelona  |
| 100 m garduri        | 12,33 s     | 23 iulie 2000  | Sacramento |
| 60 m în sală         | 6,95 s      | 12 martie 1993 | Toronto    |
| 60 m garduri în sală | 7,74 s      | 1 martie 2003  | Boston     |